# Valeria Golino
Valeria Golino (Nápoles, 22 de outubro de 1966) é uma atriz greco-italiana de cinema e televisão. Seu primeiro sucesso fora de seu país natal foi o filme Rain Man, vencedor do Oscar, e ao longo da carreira conquistou diversos prêmios, como o David di Donatello, Nastro d'Argento e Coppa Volpi.

## Biografia
Valeria nasceu em Nápoles, na Itália, filha de um germanista italiano e uma pintora grega; uma de suas avós era franco-egípcia. Cresceu numa "casa artística" e foi criada entre Atenas e Nápoles. Golino é sobrinha do jornalista Enzo Golino, do jornal italiano L'Espresso, e seu irmão é um músico.
Começou a trabalhar como modelo, em Atenas, e abandonou a escola secundária depois de seu primeiro filme, depois de ter sido descoberta pela direta do filme, Lina Wertmüller.

## Filmografia
- 1983 - Scherzo del destino in agguato dietro l'angolo come un brigante da strada
- 1984 - Sotto... sotto  - figuração
- 1983 - Blind Date - Garota de biquíni
- 1985 - Piccoli fuochi  - Mara
- 1986 - Storia d'amore  - Bruna Assecondati
- 1986 - Detective School Dropouts  - Caterina
- 1987 - Figlio mio infinitamente caro  - Francesca
- 1987 - Dernier été à Tanger  - Claudia Marchetti
- 1987 - Gli occhiali d'oro  - Nora Treves
- 1988 - Paura e amore  - Sandra Parini
- 1988 - Big Top Pee-wee  - Gina Piccolapupula
- 1988 - Rain Man  - Susanna
- 1989 - Torrents of Spring - Gemma Rosselli
- 1990 - Traces of an Amorous Life
- 1990 - The King's Whore  - Jeanne de Luynes
- 1991 - Hot Shots!  - Ramada Thompson
- 1991 - The Indian Runner - Maria
- 1991 - Year of the Gun  - Lia
- 1992 - Puerto Escondido  - Anita
- 1993 - Fallen Angels (série de TV) - segmento Red Wind  - Eugenie Kolchenko
- 1993 - Hot Shots! Part Deux - Ramada Rodham Hayman
- 1994 - Clean Slate  - Sarah Novak/Beth Holly
- 1994 - Come due coccodrilli  - Marta
- 1994 - Immortal Beloved  - Giulietta Guicciardi
- 1995 - Submission (curta)
- 1995 - Leaving Las Vegas  - Terri
- 1995 - Four Rooms  - Athena (segmento \"The Missing Ingredient\")
- 1996 - Il fratello minore (curta)
- 1996 - Danza della fata confetto (curta) - Secretária
- 1996 - Escoriandoli  - Ida
- 1996 - Escape from L.A. (1996) - Taslima
- 1996 - I Sfagi tou kokora
- 1996 - An Occasional Hell  - Elizabeth Laughton
- 1997 - Le Acrobate  - Maria
- 1998 - Alexandria Hotel  - Justine
- 1998 - L'Albero delle Pere - Silvia
- 1998 - Side Streets - Sylvie Otti
- 1999 - Spanish Judges  - Jamie
- 1999 - La vita che verrà (minissérie) - Nunzia
- 1999 - Harem Suaré  - Anita
- 1999 - Tipota (curta) - Atriz
- 2000 - To Tama
- 2000 - Things You Can Tell Just by Looking at Her - Lilly (segmento \"Goodnight Lilly, Goodnight Christine\")
- 2000 - Ivansxtc  - Constanza Vero
- 2000 - Controvento  - Nina
- 2001 - Hotel - Italian Actress
- 2002 - L'Inverno - Anna
- 2002 - Respiro - Grazia
- 2002 - Frida  - Lupe Marín
- 2002 - Julius Caesar - Calpurnia
- 2003 - Take Me Away - Luciana
- 2004 - San-Antonio  - A italiana
- 2004 - Alive  - Elisa
- 2004 - 36 Quai des Orfèvres  - Camille Vrinks
- 2005 - Mario's War  - Giulia
- 2005 - Texas  - Maria
- 2005 - Olé!  - Carmen Holgado
- 2006 - Il Sole nero  - Agata
- 2006 - Ma place au soleil
- 2006 - Actrices
- 2006 - La ragazza del lago - Chiara
- 2006 - A Casa Nostra - Rita
- 2007 - Lascia perdere Johnny
- 2008 - Caos calmo
- 2008 - Ca$h
- 2008 - La Fabbrica dei Tedeschi
- 2009 - Giulia non esce la sera
- 2009 - Les Beaux gosses
- 2013 - Come il vento - Armida
- 2014 - Il ragazzo invisibile - Giovanna Silenzi